# Biblioteka XXI wieku
Biblioteka XXI wieku – książka Stanisława Lema po raz pierwszy wydana nakładem Wydawnictwa Literackiego w roku 1986. 
Jest to pozycja zawierająca trzy recenzje nieistniejących książek (apokryfów), z czego Jedna minuta była publikowana wcześniej w dziele Prowokacja. Z tego powodu można traktować ten zbiór jako kontynuację książek Doskonała próżnia oraz Prowokacja. Z tą ostatnią Bibliotekę... łączy ponadto tematyka pierwszej recenzji, która jest problematycznie zbliżona do Prowokacji stamtąd.

## Kolejne wydania
Pod tym samym tytułem Biblioteka XXI wieku ukazała się również w 2003 roku książka wydana nakładem Wydawnictwa Literackiego jako 27. pozycja „Dzieł zebranych” Stanisława Lema, w której zgromadzono w jednym tomie wszystkie recenzje i wstępy ze zbiorów: Wielkość urojona (bez rozdziału Golem XIV), Prowokacja oraz omawiana Biblioteka XXI wieku. Wydanie Agora z 2009 r. zawiera także Golema XIV. 
W 2024 roku nakładem Wydawnictwa Literackiego ukazało się wydanie zawierające teksty wydane pierwotnie w tomach Prowokacja i Biblioteka XXI wieku. Po raz pierwszy ukazały się w nim po polsku (w tłumaczeniu Tomasza Lema, jako że oryginalny maszynopis zaginął) 2. i 3. rozdział utworu One Human Minute, wcześniej wydane jedynie po angielsku i niemiecku.

## Spis recenzji
- Das kreative Vernichtungsprinzip. The World as Holocaust
- Weapon Systems of The Twenty First Century or The Upside-down Evolution
- Jedna minuta (po raz pierwszy w zbiorze Prowokacja, 1984)
  - J. Johnson and S. Johnson: One human minute, Moon Publishers, London - Mare Imbrium - New York 1985

## Ekranizacje
W 2008 roku węgierski reżyser Pater Sparrow nakręcił film 1, oparty na recenzji One human minute.